# Liste des députés fédéraux canadiens - O
Cet article contient la liste des députés actuels et anciens à la Chambre des communes du Canada dont le nom commence par la lettre O.
En plus du prénom et du nom du député, la liste contient :
- le parti que le député représentait lors de son élection ;
- le comté et la province où il fut élu.

## O'
- Joseph Leonard O'Brien, Gouvernement national, Northumberland, Nouveau-Brunswick
- Lawrence D. O'Brien, libéral, Labrador, Terre-Neuve-et-Labrador
- Pat O'Brien, libéral, London—Middlesex, Ontario
- William Edward O'Brien, conservateur, Muskoka et Parry Sound, Ontario
- Martin Patrick O'Connell, libéral, Scarborough-Est, Ontario
- Dennis James O'Connor, libéral, Châteauguay—Huntingdon, Québec
- Gordon O'Connor, conservateur, Carleton—Lanark, Ontario
- John Joseph O'Connor, conservateur, Essex, Ontario
- Terry O'Connor, progressiste-conservateur, Halton, Ontario
- John O'Donohoe, libéral-conservateur, Toronto-Est, Ontario
- Raymond Joseph Michael O'Hurley, progressiste-conservateur, Lotbinière, Québec
- Joseph Phillip O'Keefe, libéral, St. John's-Est, Terre-Neuve-et-Labrador
- Brian Alexander O'Kurley, progressiste-conservateur, Elk Island, Alberta
- Clement Augustine O'Leary, progressiste-conservateur, Antigonish—Guysborough, Nouvelle-Écosse
- Lawrence I. O'Neil, progressiste-conservateur, Cape Breton Highlands—Canso, Nouvelle-Écosse
- John Raymond O'Neill, conservateur, Timiskaming-Nord, Ontario
- Thomas James O'Neill, libéral, Kamloops, Colombie-Britannique
- James O'Reilly, libéral-conservateur, Renfrew-Sud, Ontario
- John Francis O'Reilly, libéral, Victoria—Haliburton, Ontario
- Sean Patrick O'Sullivan, progressiste-conservateur, Hamilton—Wentworth, Ontario

## Oa - Or
- Edwin Randolph Oakes, libéral-conservateur, Digby, Nouvelle-Écosse
- Frank Oberle (père), progressiste-conservateur, Prince George—Peace River, Colombie-Britannique
- Deepak Obhrai, réformiste, Calgary-Est, Alberta
- Bev Oda, conservateur, Clarington—Scugog—Uxbridge, Ontario
- Edmond George Odette, libéral, Essex-Est, Ontario
- Alfred Ogden, conservateur, Guysborough, Nouvelle-Écosse
- Robert Joseph Ogle, Nouveau Parti démocratique, Saskatoon-Est, Saskatchewan
- Magnus Olaussen, Nouveau Parti démocratique, Coast Chilcotin, Colombie-Britannique
- Frank Oliver, libéral, Alberta, Territoires du Nord-Ouest
- Thomas Oliver, libéral, Oxford-Nord, Ontario
- Jacques Olivier, libéral, Longueuil, Québec
- Louis-Éphrem Olivier, libéral, Mégantic, Québec
- Horace Andrew Olson, Crédit social, Medicine Hat, Alberta
- John Martin Oostrom, progressiste-conservateur, Willowdale, Ontario
- Robert John Orange, libéral, Territoires du Nord-Ouest, Territoires du Nord-Ouest
- David Orlikow, Nouveau Parti démocratique, Winnipeg-Nord, Manitoba
- James Norris Ormiston, progressiste-conservateur, Melville, Saskatchewan
- George Turner Orton, libéral-conservateur, Wellington-Centre, Ontario

## Os - Ow
- Edmund Boyd Osler, conservateur, Toronto-Ouest, Ontario
- Edmund Boyd Osler, libéral, Winnipeg-Sud-Centre, Manitoba
- Marcel Ostiguy, libéral, Saint-Hyacinthe, Québec
- Steven Otto, libéral, York-Est, Ontario
- André Ouellet, libéral, Papineau, Québec
- Christian Ouellet, Bloc québécois, Brome-Missisquoi, Québec
- David Ouellet, Crédit social, Drummond—Arthabaska, Québec
- Gérard Ouellet, Crédit social, Rimouski, Québec
- Joseph-Aldéric Ouimet, libéral-conservateur, Laval, Québec
- Joseph-Rodolphe Ouimet, libéral, Vaudreuil—Soulanges
- Charles Lewis Owen, conservateur, Northumberland-Est, Ontario
- Stephen Owen, libéral, Vancouver Quadra, Colombie-Britannique